# داستی هیوز
داستی هیوز (انگلیسی: Dusty Hughes؛ زادهٔ ۱۶ سپتامبر ۱۹۴۷) نمایشنامه‌نویس اهل بریتانیا است.
از فیلم‌ها یا مجموعه‌های تلویزیونی که وی در آن‌ها نقش داشته‌است، می‌توان به مأمور مخفی، نمایش امروز، تفنگدارها و شاهد خاموش اشاره نمود.